# Andriy Lunin
Andriy Oleksiyovych Lunin (tiếng Ukraina: Андрій Олексійович Лунін; sinh ngày 11 tháng 2 năm 1999) là một cầu thủ bóng đá chuyên nghiệp người Ukraina hiện đang thi đấu ở vị trí thủ môn cho câu lạc bộ Real Madrid tại La Liga và Đội tuyển bóng đá quốc gia Ukraina.

## Sự nghiệp câu lạc bộ

### Sự nghiệp cầu thủ trẻ
Lunin tốt nghiệp Trường Thể thao Thanh niên FC Metalist với huấn luyện viên đầu tiên là Oleksandr Khrabrov và Hệ thống Trường Thể thao Thanh niên FC Dnipro với huấn luyện viên đầu tiên là Kostyantyn Pavlyuchenko.

### Dnipro

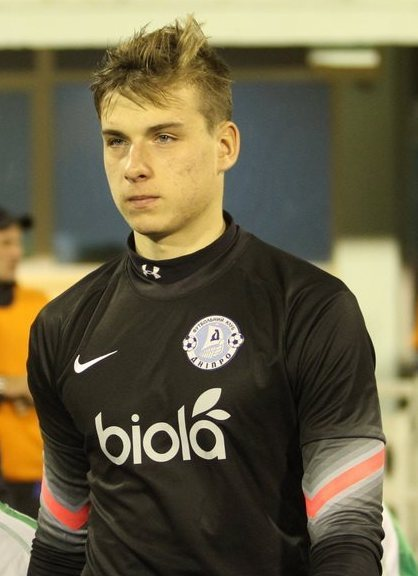
Andriy Lunin trong mào áu Dnipro

Sau khi tốt nghiệp trường thể thao trẻ, anh chơi ở đội dự bị FC Dnipro từ mùa hè năm 2016 cho đến năm 2017. Trong đội hình chính, Lunin ra mắt với tư cách là cầu thủ xuất phát ở tuổi 17 trong trận đấu với FC Karpaty Lviv vào ngày 16 tháng 10 năm 2016 tại Giải bóng đá Ngoại hạng Ukraina. Anh là thủ môn ở vị trí lựa chọn đầu tiên của Dnipro trong phần còn lại của mùa giải. Anh chơi tổng cộng 25 trận cho câu lạc bộ tại tất cả các giải đấu và câu lạc bộ. Tuy nhiên, vào cuối mùa giải, do những bất thường về tài chính, Dnipro bị xuống hạng trực tiếp tại Druha Liha (cấp độ bóng đá thứ ba), và nhiều cầu thủ, bao gồm cả Lunin, được phép rời câu lạc bộ.

### Zorya Luhansk
Lunin chơi cho FC Zorya Luhansk trong mùa giải 2017–18, nơi anh một lần nữa nhanh chóng khẳng định mình là thủ môn số một. Vào ngày 14 tháng 9 năm 2017, Lunin ra mắt tại đấu trường châu Âu trong trận thua 0–2 ở vòng bảng Europa League trước Östersunds FK tại Arena Lviv. Anh đã thi đấu 36 trận tại mọi giải đấu trong mùa giải đó, bao gồm tất cả sáu trận đấu tại Europa League của Zorya.

### Real Madrid
Vào ngày 19 tháng 6 năm 2018, Real Madrid đã đạt được thỏa thuận với Zorya Luhansk để ký hợp đồng với Lunin với giá được cho là 8,5 triệu Euro cộng với 5 triệu. Thỏa thuận kết thúc bốn ngày và sau đó, anh trở thành cầu thủ Ukraina đầu tiên chơi cho Real Madrid. Vào ngày 27 tháng 8 năm 2018, anh được đội bóng La Liga gần đó là CD Leganés cho mượn trong mùa giải. Anh đã chấp nhận trở thành thủ môn lựa chọn thứ hai sau Iván Cuéllar và hoàn thành hợp đồng của mình.
Vào ngày 13 tháng 8 năm 2019, anh được cho Real Valladolid mượn trong mùa giải 2019–20. Vào ngày 15 tháng 10 năm 2019, Lunin được đưa vào danh sách rút gọn 20 cầu thủ dưới 21 tuổi xuất sắc nhất cho giải thưởng Cậu bé vàng 2019.
Vào ngày 15 tháng 1 năm 2020, thời gian cho mượn với Real Valladolid đã bị chấm dứt. Cùng ngày, Real Oviedo thông báo cho Lunin mượn đến ngày 30 tháng 6 năm 2020.
Vào ngày 20 tháng 1 năm 2021, anh ra mắt đội một Real Madrid trong trận thua 1–2 ở hiệp phụ trước Alcoyano ở Copa del Rey 2020–21. Sau khi Madrid đã được xác nhận là nhà vô địch La Liga 2021–22, Lunin ra mắt tại La Liga trong trận derby Madrid với Atlético Madrid vào ngày 8 tháng 5 năm 2022. Real thua trận này 1–0. Vào ngày 15 tháng 5 năm 2022, anh thi đấu với Cádiz, cản phá một quả phạt đền để giúp Real Madrid hòa 1-1 trên sân khách.
Vào ngày 5 tháng 10 năm 2022, Lunin ra mắt tại Champions League trong chiến thắng 2-1 trước Shakhtar Donetsk. Vào ngày 16 tháng 10 năm 2022, anh trở thành cầu thủ Ukraina đầu tiên ra sân tại El Clásico gặp Barcelona. Tại trận này, Real đã giành chiến thắng 3–1.
Vào ngày 8 tháng 11 năm 2023, Lunin được triệu tập tại trận đấu vòng bảng Champions League của Real Madrid gặp Braga sau khi Kepa dính chấn thương trong lúc khởi động. Lunin đóng góp đáng kể vào kết quả của đội khi cản phá được cú phạt đền của cầu thủ chạy cánh Braga Álvaro Djaló ở phút thứ tư của trận đấu để Real Madrid có thể giữ vững ngôi đầu bảng.
Vào ngày 13 tháng 2 năm 2024, Lunin có một màn trình diễn nổi bật trong trận vòng 16 đội Champions League của Real Madrid trước RB Leipzig tại Red Bull Arena. Anh đã cân bằng kỷ lục chung kết UEFA Champions League 2022 của Thibaut Courtois khi đã thực hiện chín pha cứu thua trong một trận đấu và đã nhận được sự hoan nghênh đáng kể từ huấn luyện viên Carlo Ancelotti. Ancelotti đã nói rằng đó là "trận đấu hay nhất" của Lunin cho câu lạc bộ và ông đã nhấn mạnh vai trò quan trọng của anh trong việc đảm bảo một vị trí chắc chắn trong hàng thủ môn cho Real Madrid trong những vòng đấu loại trực tiếp tiếp theo của UEFA Champions League.
Ngày 17 tháng 4 năm 2024, anh một lần nữa được bắt chính cho Real Madrid ở trận tứ kết Champions League gặp Manchester City. Trong trận đấu đó, Lunin đóng góp rất lớn để Real Madrid vào bán kết của giải đấu hàng đầu châu Âu khi xuất sắc cản phá được hai cú penalty của Man City tới từ Bernardo Silva và Mateo Kovačić.

## Sự nghiệp quốc tế
Lunin ra mắt đội tuyển quốc gia Ukraina vào ngày 23 tháng 3 năm 2018 trong trận hòa giao hữu 1-1 với Ả Rập Xê Út ở tuổi 19.
Vào năm 2019, anh đã giúp đội U-20 Ukraina giành chức vô địch FIFA U-20 World Cup đầu tiên. Anh thi đấu sáu trong bảy trận của đội, phải bỏ lỡ trận tứ kết với Colombia do anh được triệu tập lên đội hình chính của Ukraine tham dự vòng loại UEFA Euro 2020 với Serbia và Luxembourg. Sau chiến thắng 3–1 tại trận chung kết trước U-20 Hàn Quốc, Lunin giành Găng tay vàng với tư cách là thủ môn xuất sắc nhất giải đấu này.

## Thống kê sự nghiệp

### Câu lạc bộ
Tính đến 11 tháng 11 năm 2023
| Câu lạc bộ          | Mùa giải            | Giải vô địch             | Giải vô địch | Giải vô địch | Cúp quốc gia | Cúp quốc gia | Châu lục | Châu lục | Khác | Khác | Tổng cộng | Tổng cộng |
| Câu lạc bộ          | Mùa giải            | Hạng đấu                 | Trận         | Bàn          | Trận         | Bàn          | Trận     | Bàn      | Trận | Bàn  | Trận      | Bàn       |
| ------------------- | ------------------- | ------------------------ | ------------ | ------------ | ------------ | ------------ | -------- | -------- | ---- | ---- | --------- | --------- |
| Dnipro              | 2016–17             | Ukrainian Premier League | 22           | 0            | 3            | 0            | —        | —        | —    | —    | 25        | 0         |
| Zorya Luhansk       | 2017–18             | Ukrainian Premier League | 29           | 0            | 1            | 0            | 6        | 0        | —    | —    | 36        | 0         |
| Real Madrid         | 2020–21             | La Liga                  | 0            | 0            | 1            | 0            | 0        | 0        | 0    | 0    | 1         | 0         |
| Real Madrid         | 2021–22             | La Liga                  | 2            | 0            | 2            | 0            | 0        | 0        | 0    | 0    | 4         | 0         |
| Real Madrid         | 2022–23             | La Liga                  | 7            | 0            | 1            | 0            | 2        | 0        | 2    | 0    | 12        | 0         |
| Real Madrid         | 2023–24             | La Liga                  | 21           | 0            | 1            | 0            | 8        | 0        | 1    | 0    | 31        | 0         |
| Real Madrid         | Tổng cộng           | Tổng cộng                | 30           | 0            | 5            | 0            | 10       | 0        | 3    | 0    | 48        | 0         |
| Leganés (mượn)      | 2018–19             | La Liga                  | 5            | 0            | 2            | 0            | —        | —        | —    | —    | 7         | 0         |
| Valladolid (mượn)   | 2019–20             | La Liga                  | 0            | 0            | 2            | 0            | —        | —        | —    | —    | 2         | 0         |
| Oviedo (mượn)       | 2019–20             | Segunda División         | 20           | 0            | —            | —            | —        | —        | —    | —    | 20        | 0         |
| Tổng cộng sự nghiệp | Tổng cộng sự nghiệp | Tổng cộng sự nghiệp      | 89           | 0            | 12           | 0            | 9        | 0        | 2    | 0    | 112       | 0         |

1. ↑  Bao gồm Cúp bóng đá Ukraina và Copa del Rey
2. ↑  Ra sân tại UEFA Europa League
3. 1 2  Ra sân tại UEFA Champions League
4. ↑  Ra sân tại FIFA Club World Cup
5. ↑  Ra sân tại Supercopa de España

### Quốc tế
Tính đến 26 tháng 3 năm 2024
| Đội tuyển quốc gia | Năm       | Số trận | Số bàn |
| ------------------ | --------- | ------- | ------ |
| Ukraina            | 2018      | 3       | 0      |
| Ukraina            | 2019      | 2       | 0      |
| Ukraina            | 2020      | 1       | 0      |
| Ukraina            | 2022      | 3       | 0      |
| Ukraina            | 2024      | 2       | 0      |
| Tổng cộng          | Tổng cộng | 11      | 0      |

## Danh hiệu

### Câu lạc bộ

#### Real Madrid
- La Liga: 2021–22,[29] 2023–24[30]
- Copa del Rey: 2022–23[31]
- Supercopa de España: 2021–22[32], 2023–24
- UEFA Champions League: 2021–22,[33] 2023–24[34]
- UEFA Super Cup: 2022,[35] 2024
- FIFA Club World Cup: 2022[36]
- FIFA Intercontinental Cup: 2024[37]

### Quốc tế
U-20 Ukraine
- FIFA U-20 World Cup: 2019[38]

### Cá nhân
- Tài năng vàng Ukraina: 2017
- Găng tay vàng FIFA U-20 World Cup: 2019[39]